# Urus-Martanovsky Jamaat
Urus-Martanovsky Jamaat (en rus: Урус-Мартановский джамаат, txetxè: Хьалха-Мартан дямаҀат) fou una organització terrorista islamista salafista txetxena que lluità a la Segona Guerra de Txetxènia. Fou fundada al final de la Primera Guerra txetxena, a la ciutat d'Urus-Martan.